# ألان كنور
ألان كنور (بالإنجليزية: Allan Knorr)‏ هو لاعب كرة قدم أسترالية أسترالي، ولد في 23 سبتمبر 1927، وتوفي في 28 أكتوبر 2002.

## وصلات خارجية
- ألان كنور على موقع AustralianFootball.com (الإنجليزية)
- ألان كنور على موقع AFLtables.com (الإنجليزية)